# Eschata percandida
Eschata percandida là một loài bướm đêm thuộc họ Crambidae. Loài này được Charles Swinhoe mô tả năm 1890. Loài này có ở Ấn Độ.